# Männerchor Dresden-Striesen
Der Männerchor Dresden-Striesen ist ein traditioneller Männerchor, der sich in der Tradition des 1881 gegründeten Männer-Gesangverein zu Striesen versteht und vorwiegend den vierstimmigen a-capella-Satzgesang pflegt. Er ist der älteste noch aktive reine Männerchor in Dresden. Derzeit (2023) hat der Chor 48 aktive Sänger.

## Geschichte
Am 27. Januar 1881 wurde in der Gaststätte „Kommunschank“, 2. Straße Nr. 18 in Striesen der Männergesangverein zu Striesen gegründet. Das „Adreß- und Geschäfts-Handbuch der Gemeinde Striesen“ von 1884 benennt den Lehrer Emil Robert Hachenberger als Liedermeister und als Zweck des Vereins die Pflege des Männergesangs. Jährlich werden mehrere „Concerte zu Wohlthätigkeitszwecken“ abgehalten.
Nach 1946 schlossen sich die noch vorhandenen Sänger der Chorgemeinschaften Männergesangverein Dresden-Striesen, Striesener Liedertafel, Blasewitzer Liedertafel und Liedergruß Neugruna zum neuen Männerchor Dresden-Striesen zusammen.
Seit dem 1. Januar 1976 wurde dem Chor vom Stadtbezirk Dresden-Ost der VEB Metallleichtbau Werk Dresden (MLK) als Trägerbetrieb zugeteilt. Im Jahre 1980 wurde dem Chor vom Stadtbezirk Dresden-Ost der Staatstitel „Ausgezeichnetes Volkskunstkollektiv der DDR“ verliehen, nachdem bei verschiedenen Wettbewerben das Prädikat „Leistungsstufe B mit Mittelstufe gut“ zuerkannt worden war.
Nach der politischen Wende in der DDR entfiel die Chorträgerschaft durch das Metalleichtbaukominat und der Chor wurde 1991 als Verein unter der Nummer VR 2413 eingetragen. Über seine Mitgliedschaft im Ostsächsischen Chorverbandes ist der Männerchor Dresden-Striesen auch im Sächsischen und Deutschen Chorverband vertreten.
Der Chor probt einmal wöchentlich im Hans-Erlwein-Gymnasium Dresden.

## Repertoire und Auftritte
Das Repertoire umfasst über 300 Lieder, neben den traditionellen mehrstimmigen Männerchorrepertoire (z. B. in Männerchorsätzen von Friedrich Silcher) und den im Dresdner Raum verbreiteten „Sprüchen“ auch Eigenkompositionen der Chorleiter und dem Chor geneigter Komponisten (wie beispielsweise Wilfried Krätzschmar). Der Chor pflegt Traditionskonzerte zu Pfingsten am Fichteturm Dresden-Plauen, in Pillnitz zum Elbhangfest und beim Parksingen in Meußlitz. Konzertreisen führten den Chor unter anderem nach Salzburg, Hamburg und Stuttgart. Dem Gründungsanspruch des Vereins, für Wohltätigkeitszwecke zu singen, entspricht der Chor bei Auftritten in Pflegeheimen, Krankenhäusern und Seniorenveranstaltungen.
Höhepunkte in der Chorarbeit waren die Aufnahme einer CD im Studio der Landesmusikakademie im Schloss Colditz im November 2012, ein Konzert in der Dreikönigskirche Dresden anlässlich der 150-jährigen Wiederkehr des 1. Deutschen Sängerbundfestes in Dresden 1865 gemeinsam mit Chören aus Hamburg, Stuttgart, Wien und Leipzig und die Chorreise im Frühjahr 2017 nach Hamburg, wo ein Konzert gemeinsam mit der Liedertafel Hamburg und dem Kammerchor Voci Amabili in der Hauptkirche St. Katharinen stattfand.
Im September 2017 übernahm Eric Weisheit den Chorleiterstab als 21. Liedmeister des Männerchores Dresden-Striesen.

## Auszeichnungen
Anlässlich des Jubiläumskonzertes zum 117. Geburtstag wurden der Männerchor Dresden-Striesen im Jahr 1998 mit der Zelter-Plakette ausgezeichnet.

## Chorleiter
- Heinrich Westendorf (um 1981)
- Susanne Antkowiak (1987–2008)
- Reinhard Gröschel (2009–2017)
- Eric Weisheit (seit 2017)